# MartiDerm
 (janvier 2021).
MartiDerm (acronyme du nom de famille Martí et de Dermatologie) est une entreprise de cosmétique espagnole qui commercialise ses produits dans plus de 30 pays. Spécialisée dans la dermocosmétique, MartiDerm a émergé grâce à la popularité des préparations magistrales de Josep Martí Tor, propriétaire depuis 1952 jusqu'à sa mort de la pharmacie Martí Tor à Barcelone.
En 1989, l'entreprise a commencé à commercialiser ses ampoules anti-âge à base de protéoglycanes, le produit insigne de MartiDerm. Aujourd'hui, plus de 50 000 unités de ces ampoules sont consommées chaque jour.

## Histoire
En 1952, le pharmacien Josep Martí Tor a ouvert la Pharmacie Martí Tor à la rue d'Aragon de Barcelone, au district de l'Eixample. Interessé par les traitements et le bien-être de la peau, Martí a commencé à créer des produits à partir de préparations magistrales pionnières dans le traitement de la vitamine C et les protéoglycanes. Les deux succès principaux de la marque sont arrivés en 1975 et en 1989. En 1975, Martí a révolutionné l'industrie avec des allergènes innovateurs pour le diagnostic de la dermatite de contact. En 1989, de la main des principaux dermatologues d'Espagne, la pharmacie a commencé à commercialiser les ampoules qui, encore aujourd'hui, sont les plus vendues de la marque: des ampoules anti-âge de protéoglycanes empaquetées en verre topaze.
En 1997, l'entreprise a adopté le nom actuel, MartiDerm, avec lequel ils commercialisent actuellement plus de 70 produits dans plus de 30 pays. En fait, en 2017 54% des bénéfices de la marque provenaient du marché étranger.
Son laboratoire et bureaux se trouvent à la commune de Cervelló, en Catalogne.
En 2008, MartiDerm a créé deux types de crèmes de mains solidaires. Tous les bénéfices économiques de ces produits sont destinés à des actions sociales, comme, par exemple, l'organisation d'ateliers avec des personnes âgées, l'insertion de personnes handicapées au laboratoire de l'entreprise et la collaboration dans le projet Stop Sarna (Gale) pour l'éradication de cette maladie au Malawi.